# Lijst van nummer 1-hits in de Radio 2 Top 30 in 1989
Deze hits stonden in 1989 op nummer 1 in de BRT Top 30, de voorloper van de huidige Vlaamse Radio 2 Top 30.
| Nummer | Datum        | Artiest                              | Titel                               |
| ------ | ------------ | ------------------------------------ | ----------------------------------- |
| 353    | 7 januari    | Enya                                 | Orinoco Flow (Sail Away)            |
| 354    | 14 januari   | Michael Jackson                      | Smooth Criminal                     |
|        | 21 januari   | Michael Jackson                      | Smooth Criminal                     |
| 355    | 28 januari   | Robin Beck                           | First Time                          |
| 356    | 4 februari   | Gloria Estefan & Miami Sound Machine | Can't Stay Away from You            |
|        | 11 februari  | Gloria Estefan & Miami Sound Machine | Can't Stay Away from You            |
| 357    | 18 februari  | Roy Orbison                          | You Got It                          |
|        | 25 februari  | Roy Orbison                          | You Got It                          |
| 358    | 4 maart      | Marc Almond & Gene Pitney            | Something's Gotten Hold of My Heart |
| 357    | 11 maart     | Roy Orbison                          | You Got It                          |
|        | 18 maart     | Roy Orbison                          | You Got It                          |
| 359    | 25 maart     | Samantha Fox                         | I Only Wanna Be with You            |
| 360    | 1 april      | Madonna                              | Like a Prayer                       |
|        | 8 april      | Madonna                              | Like a Prayer                       |
|        | 15 april     | Madonna                              | Like a Prayer                       |
|        | 22 april     | Madonna                              | Like a Prayer                       |
|        | 29 april     | Madonna                              | Like a Prayer                       |
|        | 6 mei        | Madonna                              | Like a Prayer                       |
| 361    | 13 mei       | The Bangles                          | Eternal Flame                       |
|        | 20 mei       | The Bangles                          | Eternal Flame                       |
|        | 27 mei       | The Bangles                          | Eternal Flame                       |
|        | 3 juni       | The Bangles                          | Eternal Flame                       |
|        | 10 juni      | The Bangles                          | Eternal Flame                       |
|        | 17 juni      | The Bangles                          | Eternal Flame                       |
| 362    | 24 juni      | Rocco Granata & The Carnations       | Marina                              |
|        | 1 juli       | Rocco Granata & The Carnations       | Marina                              |
|        | 8 juli       | Rocco Granata & The Carnations       | Marina                              |
|        | 15 juli      | Rocco Granata & The Carnations       | Marina                              |
|        | 22 juli      | Rocco Granata & The Carnations       | Marina                              |
| 363    | 29 juli      | Jason Donovan                        | Sealed with a Kiss                  |
| 364    | 5 augustus   | Gerard Joling                        | No More Bolero's                    |
|        | 12 augustus  | Gerard Joling                        | No More Bolero's                    |
| 365    | 19 augustus  | Kaoma                                | Lambada                             |
|        | 26 augustus  | Kaoma                                | Lambada                             |
|        | 2 september  | Kaoma                                | Lambada                             |
|        | 9 september  | Kaoma                                | Lambada                             |
|        | 16 september | Kaoma                                | Lambada                             |
|        | 23 september | Kaoma                                | Lambada                             |
| 366    | 30 september | Jive Bunny & The Mastermixers        | Swing the Mood                      |
|        | 7 oktober    | Jive Bunny & The Mastermixers        | Swing the Mood                      |
| 367    | 14 oktober   | Technotronic & Felly                 | Pump Up the Jam                     |
|        | 21 oktober   | Technotronic & Felly                 | Pump up the Jam                     |
|        | 28 oktober   | Technotronic & Felly                 | Pump up the Jam                     |
| 368    | 4 november   | Sydney Youngblood                    | If Only I Could                     |
|        | 11 november  | Sydney Youngblood                    | If Only I Could                     |
|        | 18 november  | Sydney Youngblood                    | If Only I Could                     |
|        | 25 november  | Sydney Youngblood                    | If Only I Could                     |
| 369    | 2 december   | Milli Vanilli                        | Girl I'm Gonna Miss You             |
|        | 9 december   | Milli Vanilli                        | Girl I'm Gonna Miss You             |
|        | 16 december  | Milli Vanilli                        | Girl I'm Gonna Miss You             |
|        | 23 december  | Milli Vanilli                        | Girl I'm Gonna Miss You             |
| 370    | 30 december  | Phil Collins                         | Another Day in Paradise             |